# Mustelus asterias
Espèce
Répartition géographique
Statut de conservation UICN

 LC  : Préoccupation mineure
L'Émissole tachetée (Mustelus asterias) est une espèce de requins de la famille des Triakidae.